# Nikita Nikolajewitsch Moissejew
Nikita Nikolajewitsch Moissejew (russisch Никита Николаевич Моисеев, wiss. Transliteration Nikita Nikolaevič Moiseev; * 10. Augustjul. / 23. August 1917greg. in Moskau; † 29. Februar 2000 ebenda) war ein russischer Mathematiker, Physiker und Hochschullehrer.

## Leben
Moissejew wurde in einer Mansarde einer kleinen Moskauer Villa geboren. Das Haus gehörte damals dem Eisenbahnunternehmer Nikolai von Meck, der der Sohn der Tschaikowski-Förderin Nadeschda von Meck war. Moissejews Mutter Jelena Nikolajewna war die Adoptivtochter Nikolai von Mecks. Moissejews Vater Nikolai Sergejewitsch Moissejew stammte aus einer Hofbeamtenfamilie und war zu der Zeit Privatdozent an der Universität Moskau (MGU) und starb während der Stalinschen Säuberungen 1930 im Butyrka-Gefängnis.
Schon während der Schulzeit begeisterte sich Moissejew für Mathematik und besuchte den Mathematik-Arbeitskreis im Moskauer Steklow-Institut für Mathematik. Er trieb Sport, war Bergsteiger und wurde 1934 Skilanglauf-UdSSR-Jugendmeister (seine Spitzendistanz war 50 km).
Nach dem Schulabschluss begann Moissejew das Studium am Pädagogischen Institut und wechselte nach dem ersten Jahreskurs 1935 an die MGU. 1940 wurde er zur Roten Armee eingezogen und schulte im sowjetisch-finnischen Winterkrieg die Soldaten im Skilanglauf. 1941 schloss er das Studium an der Mechanik-Mathematik-Fakultät der MGU als Funktionalanalyst ab. Nach dem Beginn des Deutsch-Sowjetischen Krieges absolvierte er einen Spezialkurs an der Militärakademie für Ingenieure der Luftstreitkräfte „Prof. N. J. Schukowski“ und kam dann 1942 zum Einsatz zunächst als Senior-Techniker und dann Ingenieur für Waffentechnik. Wegen fehlenden Flugpersonals flog er wiederholt in Iljuschins Il-2 an der Brjansker Front, Wolchow-Front, Leningrader Front und an der 2. Baltischen Front als Schütze mit, wobei er zweimal getroffen wurde. 1944 trat er in die KPdSU ein.
Nach dem Kriege wurde Moissejew 1946 Oberingenieur im Forschungsinstitut NII-2 des Ministeriums für Luftfahrtindustrie der UdSSR, und er lehrte an der Militärakademie für Ingenieure der Luftstreitkräfte „Prof. N. J. Schukowski“. Er leitete dann die Ausbildungsabteilung der Militärluftfahrthochschule Charkow. 1948 wurde er zum Kandidaten der technischen Wissenschaften promoviert und verließ den Militärdienst als Kapitän der Reserve.
1949 begann Moissejew am Lehrstuhl für Strahlantriebstechnik der Moskauer Technischen Bauman-Universität (MWTU) zu lehren. Auf Empfehlung Grigori Dwuchschorstows wurde er an die Universität Rostow am Don (RGU) berufen, wo er Dozent wurde und schließlich den Lehrstuhl für Theoretische Mechanik leitete.
Anfang der 1950er Jahre führte er im Moskauer Steklow-Institut für Mathematik bei Dmitri Menschow, Juri Pobedonoszew, Dimitri Wentzel, Igor Tamm, Michail Lawrentjew, Iwan Winogradow, Leonid Sedow, Sergei Sobolew und Mstislaw Keldysch Forschungsarbeiten durch, mit deren Ergebnissen er 1955 zum Doktor der physikalisch-mathematischen Wissenschaften promoviert wurde.
1956 wurde Moissejew als Professor auf den Lehrstuhl für Mathematik des Moskauer Instituts für Physik und Technologie berufen. Er organisierte dort die neue Fakultät für Steuerungstechnik und Angewandte Mathematik, deren erster Dekan er war. Gleichzeitig leitete er das Laboratorium des Rechenzentrums der Akademie der Wissenschaften der UdSSR (AN-SSSR). Schwerpunkte seiner Arbeit waren Systemanalyse, Theorie und Berechnungsmethoden für Steuerungssystem und Bahnen von Raumfahrtobjekten sowie Festkörperdynamik. Er war Mitglied der International Academy of Astronautics. 1967 wurde er Vizedirektor für die wissenschaftliche Arbeit des Rechenzentrums der AN-SSSR. Unter seiner Leitung wurden 1983 Modelle für die Simulierung der Folgen eines Atomkrieges (Nuklearer Winter) entwickelt. Er wurde 1984 Wirkliches Mitglied der AN-SSSR. 1985 schied er aus dem Amt und blieb Berater des Direktors des Rechenzentrums bis zu seinem Tode.
Moissejew gehörte zu den Gründern der 1992 eröffneten Moskauer Unabhängigen Universität für Ökologie und Politik (MNEPU). Er trug zur Gründung der Russischen Gesellschaft für Ökologische Ökonomie bei, wurde Mitglied des Gesellschaftsrates und hielt bei der Eröffnung der ersten internationalen Tagung 1993 einen Plenarvortrag. Er gründete die russische Sektion des Internationalen Grünen Kreuzes und wurde ihr erster Präsident. 1995 wurde er Hauptherausgeber der populärwissenschaftlichen Zeitschrift Ekologija i Schisn (Ökologie und Leben), deren erste Nummer 1996 erschien.
Moissejew wurde auf dem Moskauer Danilow-Friedhof begraben.

## Ehrungen, Preise
- Orden des Roten Sterns (1944)
- Orden des Vaterländischen Krieges II. Klasse (1945)
- Medaille „Für die Verteidigung Leningrads“
- Medaille „Für die Einnahme Königsbergs“
- Medaille „Sieg über Deutschland“
- Medaille „30 Jahre Sowjetarmee und Flotte“
- Medaille „20. Jahrestag des Sieges im Großen Vaterländischen Krieg 1941–1945“
- Medaille „50 Jahre Streitkräfte der UdSSR“
- Jubiläumsmedaille „Zum Gedenken an den 100. Geburtstag von Wladimir Iljitsch Lenin“
- Medaille „30. Jahrestag des Sieges im Großen Vaterländischen Krieg 1941–1945“
- Medaille „40. Jahrestag des Sieges im Großen Vaterländischen Krieg 1941–1945“
- Staatspreis der UdSSR (1980)
- Preis des Ministerrats der UdSSR (1981)
- Leninorden (1987)
- Global 500 Award des Umweltprogramms der Vereinten Nationen (1995)
- Goldene Kapiza-Medaille der Russischen Akademie der Naturwissenschaften (1997)